# Râul Urășa
Urășa este un afluent, în județul Brașov, al râului Olt, pe partea stângă.